# Rosalía Gómez Lasheras
Rosalía Gómez Lasheras (* 1994 in Santiago de Compostela) ist eine spanische klassische Pianistin.

## Ausbildung
Rosalía Gómez Lasheras begann ihre Klavierausbildung im Alter von 5 Jahren bei María José Cerviño und Alexander Gold am Conservatorio Profesional de Música von Santiago, die sie 2011 mit einem Extraordinary Award beendete. Danach übersiedelte sie in die Niederlande, um bei Alan Weiss am Konservatorium von Utrecht ein Studium zu absolvieren, das sie mit einem Bachelor abschloss. Darauf studierte sie bei Claudio Martínez Mehner an der Hochschule für Musik Basel und erlangte dort den Master of Arts in Musikalischer Performance und das Solistendiplom. Weitere Unterweisung erhielt sie an Meisterkursen durch Menahem Pressler, Dmitri Bashkirov, Elisabeth Leonskaja und András Schiff.

## Laufbahn
Nachdem sie den Wettbewerb der Young Pianist Foundation in Amsterdam gewonnen hatte, gab sie ihr Debüt in Sälen wie dem Concertgebouw Amsterdam, dem Tivoli Vredenburg Utrecht, dem Palau de la Música Catalana in Barcelona, dem Cairo Opera House, dem Konzerthaus Dortmund und dem Herkulessaal in München, neben anderen Veranstaltungsorten in Europa, dem Nahen Osten und den USA. Als Solistin trat sie u. a. mit Orchestern wie dem Noord Nederlands Orkest Groningen, der Real Filharmonía de Galicia in Santiago de Compostela, dem Orquesta Sinfónica de Galicia in A Coruña, dem Nationaal Jeugdorkest, dem Cairo Symphony Orchestra, den Duisburger Philharmonikern (u. a. mit Beethovens Klavierkonzert Nr. 5 unter Joseph Bastian), dem Folkwang Kammerorchester Essen und dem Sinfonieorchester Basel u. a. unter Philippe Herreweghe auf.
Sie arbeitet regelmäßig mit zahlreichen Kammermusikgruppen zusammen. Ihr Duo „Duobitatio“ (aus ‚Duo‘ und dem lateinischen ‚dubitatio‘ für Zweifel, Zögern, Frage?) mit dem Geiger Antonio Viñuales Pérez ist Preisträger des Duo-/Trio-Wettbewerbs der Stiftung BOG Basel und der Orpheus Swiss Chamber Music Competition 2017. Sie wurde zu Festivals wie dem Delft Chamber Music Festival, dem Storioni Festival in Eindhoven, dem Schiermonnikoog Chamber Music Festival, den Clásicos de Verano in Madrid, dem Beflügelt Klavierfestival in Ried im Innkreis, dem Festival Musikdorf Ernen, dem Swiss Chamber Music Festival im Berner Oberland, dem Heidelberger Frühling, dem Wissembourg Chamber Music Festival etc. eingeladen, zudem an das International Keyboard Institute & Festival in New York und von der Spiwakow-Stiftung an das Moscow Meets Friends Festival. 2023 spielte sie bei Klassik im Klösterle in Weil der Stadt am 20. Mai Wolfgang Amadeus Mozarts Sonate F-Dur KV 332, Clara Schumanns „Variationen über ein Thema von Robert Schumann“ sowie Felix Mendelssohn Bartholdys Fantasie fis-Moll op. 28.
Unterstützt wurde Gómez Lasheras von Institutionen wie der Diputación de La Coruña, den Juventudes Musicales de España, der Mozart-Gesellschaft Dortmund und der DOMS-Stiftung Basel. Seit 2021 arbeitet sie als Assistentin des Kammermusikprofessors Anton Kernjak an der Hochschule für Musik Basel.

## Historische Aufführungspraxis
Ihr Interesse für historische Tasteninstrumente begann in den Niederlanden, wo sie Cembalounterricht bei Siebe Henstra nahm, und setzte sich an der Schola Cantorum Basiliensis fort, wo sie Hammerklavier bei Edoardo Torbianelli und Cembalo bei Jörg-Andreas Bötticher studierte. Zu ihren wichtigsten musikalischen Einflüssen gehören auch Amandine Beyer, Sergio Azzolini und Ferenc Rados.
Gómez Lasheras verfügt über eine breite Erfahrung im Bereich der historischen Aufführungspraxis. Sie wurde u. a. zu Reihen für Alte Musik wie Radovljica Early Music Festival in Slowenien, Schlosskonzerte Kirchberg an der Jagst, Utrecht Early Music Festival, Espazos Sonoros in A Coruna, Musica Antica da Camera in Den Haag und Jagthuis Fortepiano Weekend im Horstermeerpolder in Wijdemeren eingeladen. Sie hat mit Spezialisten wie Kristian Bezuidenhout, Malcolm Bilson und Chiara Banchini gearbeitet und ist auch mit den Zentren für historische Klaviere Fondation Royaumont im Kloster Royaumont und La Nouvelle Athènes in Paris verbunden. Außerdem wurde sie eingeladen, Vorträge über die Aufführungspraxis des 19. Jahrhunderts an verschiedenen europäischen Universitäten zu halten. 2021 machte sie ihren Master in Musikforschung an der Universität Valencia mit ihrer Arbeit „Das Rubato in Schuberts Klaviermusik“. Dank des Qualifizierungsstipendiums des Landes Thüringen für Frauen war sie 2020/21 Gastprofessorin für Klavier und Kammermusik mit dem Schwerpunkt „Historische Aufführungspraxis“ an der Hochschule für Musik Franz Liszt Weimar.

## Projekte
Ihr Interesse für die Geschichte der musikalischen Ästhetik bewog sie, mit einer Vielzahl von Instrumenten zu experimentieren: vom Barock bis hin zu elektronischen Keyboards. Ihre jüngsten Projekte umfassen die ganzen Debussy-Préludes auf Flügeln des frühen 20. Jahrhunderts, ihre „Hommage an Clara Schumann“ auf romantischen Hammerflügeln und ihr Programm „Ricercare“, wo sie zeigt, wie Komponisten von Frescobaldi bis Ligeti die Grenzen des tonalen Systems durch den Gebrauch der Chromatik ergründen. Sie tritt häufig auch bei Festivals für zeitgenössische Musik auf und hat Werke von Komponisten wie Andreas Eduardo Frank, Elmer Schönberger und Georg Friedrich Haas uraufgeführt. Sie hat sich an Crossover-Projekten mit anderen Musikstilen beteiligt, wie z. B. an ihrem Projekt „Celtic Beethoven“ mit dem renommierten Folkmusiker Carlos Núñez, und an interdisziplinären Projekten wie „Clorindae“, einer Musik- und Tanzperformance über den Kampf der Frauen in der Gesellschaft.

## Auszeichnungen
- 2010: Premio Chopin, VII Concurso de Piano Minho, Portugal
- 2012: XVI Concurso de Piano Infanta Cristina in Madrid, categoría juvenil[15]
- 2012: XV Cicle de Primavera in Barcelona
- 2013 gewann sie den ersten Preis beim Wettbewerb der Young Pianist Foundation für Chopins Klavierkonzert Nr. 2 sowie den Laureates Award und die Auszeichnung für die besten Darbietungen von klassischen Sonaten, Schumann und moderner Musik.[16][17]
- 2015 wurde sie von der Zeitung El Correo Gallego mit dem Titel „Galicierin des Jahres“ für „ihre beeindruckende Karriere und ihre herausragende künstlerische Reife“ ausgezeichnet.[18]
- 2018: Zweiter Preis beim Concurso Juventudes Musicales in Madrid[19]
- 2018: Zweiter Preis